# Elaphristis anthracia
Elaphristis anthracia là một loài bướm đêm trong họ Erebidae.